# Thunderdome XVII - Messenger Of Death
Albums de V.A
Thunderdome XVI - The Galactic Cyberdeath
(1997) Thunderdome XVIII - Psycho Silence
(1997)
Thunderdome XVII - Messenger Of Death est la dix-septième compilation de la série des albums Thunderdome, originaire du festival du même nom, commercialisée en 1997. Elle succède Thunderdome XVI - The Galactic Cyberdeath et précède Thunderdome XVIII - Psycho Silence, albums commercialisés la même année en 1997. Elle débute avec The Horror par Rotterdam Terror Corps, et se termine avec Industrial Strength : "The Outro" de DJ Jappo & DJ Lancinhouse.
La même année, la jaquette de ce thunderdome a été partiellement plagiée en Russie par la compilation hardcore Тандурдом - Город Мертвых.

## Pistes
| 1.  | The Horror                     | Rotterdam Terror Corps      |  |
| 2.  | In The Mix                     | Bass-D & King Matthew       |  |
| 3.  | The Force Creation             | The Force Creators          |  |
| 4.  | To Thy Soul                    | Psylocke                    |  |
| 5.  | This One Goes Out To You       | Simtec & Slamdog            |  |
| 6.  | Can't Hold Me Down             | DJ Promo                    |  |
| 7.  | Fucked Up                      | DJ Dione                    |  |
| 8.  | Acieeed                        | Old School Terrorists       |  |
| 9.  | Sucker DJ                      | Buzz Fuzz                   |  |
| 10. | The Power                      | DJ Perpetrator              |  |
| 11. | Bounce 'N Shake                | Cixx vs. The Vinyl Junk     |  |
| 12. | Bed Time                       | James Daltan Meets DJ X-Ess |  |
| 13. | Start With An E                | DJ Waxweazle                |  |
| 14. | Bring It Fine                  | DJ Jappo & DJ Lancinhouse   |  |
| 15. | Watch This                     | Superior                    |  |
| 16. | The Gemini                     | Aacheron                    |  |
| 17. | Name Of The DJ (Buzz Fuzz Mix) | Chosen Few                  |  |
| 18. | Gabbertime                     | 3 Steps Ahead               |  |
| 19. | Bone Bastik                    | Omar Santana                |  |
| 20. | Thunderdome 16 Megamix         | Various                     |  |

| 1.  | Time To Get Up                    | Mister DJ                                |  |
| 2.  | Rock This Joint                   | Public Domain                            |  |
| 3.  | Exited                            | Sonicdriver vs. Wicked E                 |  |
| 4.  | Back To Tha "O" School            | Black Knight                             |  |
| 5.  | Check It Out                      | DJ Delirium                              |  |
| 6.  | Power                             | Kit Fox                                  |  |
| 7.  | Yours, Mine                       | Lady Dana vs. DJ Skorp                   |  |
| 8.  | My Love For Her                   | DJ Jappo                                 |  |
| 9.  | Hardcorps Is The Future           | Low Corps                                |  |
| 10. | The Power Of Rotterdam            | United Gabbers Of Rotterdam              |  |
| 11. | Beaten Like A Bitch               | Darrien Kelly vs. DJ Attic And DJ Stylzz |  |
| 12. | Jealousy (Is A M.F.)              | DJ Buzz Fuzz                             |  |
| 13. | Voodoo Magic                      | DJ The Viper                             |  |
| 14. | Behind The Mask                   | DJ Sim                                   |  |
| 15. | Pain In The Ass                   | Too Hostile                              |  |
| 16. | One Tribes Jam (DJ Promo Mix)     | DJ Weirdo & Dr Phil Omanski              |  |
| 17. | Ready To Brain Bash               | Omar Santana                             |  |
| 18. | Cocaina                           | Re-Charge                                |  |
| 19. | Peptalkin'                        | The Prophet                              |  |
| 20. | Industrial Strength : "The Outro" | DJ Jappo & DJ Lancinhouse                |  |